# 弘安礼節
弘安礼節（こうあんれいせつ）とは、弘安8年（1285年）に亀山上皇が編纂させた公家の礼儀作法をまとめた規定。
大きく分けると、書札礼・院中礼・路頭礼（路頭礼・路頭下馬礼・褻御幸路礼・僮僕員数）に分かれるが、特に書札礼は近世に至るまで公家社会で重んじられた。

## 概要
後嵯峨院政期から院評定制の導入など、公家政治の大幅な改革が進められていたが、一方で院宣や綸旨、御教書などが公文書としての意味合いを持つようになるなど、旧来の公家故実や先例などでは対応できない変化を伴った。そうした変化に対応するために治天の君である亀山上皇が編纂させたのが、弘安礼節であったとされている。もっとも、群書類従には編纂担当者として一条内経・花山院家定・二条資季らの名前が挙げられているものの、いずれも弘安8年当時に活躍していた人物ではないために疑問視されており、その編纂経緯に関しては不明である。
また、弘安礼節は、公家社会における家産化された内部秩序（礼節）を国家的統制の下に一本化・整備したものであることから、公家政権における政治改革の一環と考えられ、同時代の鎌倉幕府において安達泰盛らが推進した弘安徳政と呼ばれる政治改革に対応したものとみられている。
弘安礼節に収められた書札礼は上は大臣から下は六位官人・北面武士に至るまで、当時存在した朝廷内のほぼ全ての身分間で取り交わされる書札における宛所・書止などの文言について書き手・受け手の身分の上下関係に応じて統一した書式を定めたものである。室町時代以後に作成された公家社会における書札礼も、基本的には弘安礼節に沿っており、一条兼良・三条西実隆らによって研究が行われた。